# National Amateur League 2 (Malta)
La National Amateur League 2 Maltese (conosciuta anche come IZIBET Amateur League 2 per ragioni di sponsorizzazione) è la quarta e ultima serie del calcio maltese, dietro la National Amateur League.

## Formula
Nel corso della stagione, ciascuna squadra si affronta in un girone di andata e ritorno per un totale di 18 partite.
Essendo l'ultima divisione, le squadre che si piazzano al penultimo e ultimo posto devono presentare nuovamente domanda per la stagione successiva. Al contrario, coloro che si classificano tra le prime quattro posizioni accedono alla fase finale, le prime due vengono promosse in National Amateur League.

## Squadre 2024–2025
- Dingli Swallows
- Ghaxaq
- Kalkara
- Mdina Knights
- Mqabba
- Santa Venera
- Siggiewi
- St. George's
- Ta' Xbiex
- Victoria Hotspurs

## Albo d'oro
| Stagione | Vincitore | Secondo |
| -------- | --------- | ------- |
| 2024–25  |           |         |